# Крутой Ключ (гора)
Гора́ Крутой Ключ — вершина на Южном Урале, в Челябинской области (Россия). Находится у южной оконечности Малого Уральского хребта. 

## Топонимика
Название горе Крутой Ключ дано по ручью, «с громким журчанием» вытекающему с её восточного склона. Ниже ручей становится речкой Каменкой.

## Описание
Высота Крутого Ключа — 782 м над уровнем моря. Гора имеет ярко выраженную скальную вершину. Длина «широкого и величественного» скального гребня — около 2 км. Высшая точка Малого Уральского хребта расположена в трёх километрах к северу от Крутого Ключа. Её высота — 913 м. Крутой Ключ находится на левом берегу реки Сухокаменки.